# Trioza bimaculata
Trioza bimaculata är en insektsart som beskrevs av Leonard D. Tuthill 1942. Trioza bimaculata ingår i släktet Trioza och familjen spetsbladloppor. Inga underarter finns listade i Catalogue of Life.